# Eleições parlamentares europeias de 1987 no distrito de Leiria
| Eleições parlamentares europeias de 1987 Distritos: Aveiro \| Beja \| Braga \| Bragança \| Castelo Branco \| Coimbra \| Évora \| Faro \| Guarda \| Leiria \| Lisboa \| Portalegre \| Porto \| Santarém \| Setúbal \| Viana do Castelo \| Vila Real \| Viseu \| Açores \| Madeira \| Estrangeiro |

## Resultados por concelho
Os resultados nos concelhos do Distrito de Leiria foram os seguintes:

### Alcobaça
| Partido                 | Partido                        | Votos  | %               |
| ----------------------- | ------------------------------ | ------ | --------------- |
|                         | Partido Social Democrata       | 14 796 | 47,41 / 100,00  |
|                         | Partido Socialista             | 6 648  | 21,30 / 100,00  |
|                         | Centro Democrático Social      | 5 091  | 16,31 / 100,00  |
|                         | Coligação Democrática Unitária | 1 366  | 4,38 / 100,00   |
|                         | Partido Renovador Democrático  | 955    | 3,06 / 100,00   |
|                         | Partido Popular Monárquico     | 460    | 1,47 / 100,00   |
|                         | Partido da Democracia Cristã   | 337    | 1,08 / 100,00   |
|                         | Outros (com menos de 1,00%)    | 627    | 2,01 / 100,00   |
| Votos Inválidos         | Votos Inválidos                | 928    | 2,97 / 100,00   |
| Total                   | Total                          | 31 208 | 100,00 / 100,00 |
| Eleitorado/Participação | Eleitorado/Participação        | 42 621 | 73,22 / 100,00  |

### Alvaiázere
| Partido                 | Partido                       | Votos | %               |
| ----------------------- | ----------------------------- | ----- | --------------- |
|                         | Partido Social Democrata      | 4 410 | 66,77 / 100,00  |
|                         | Centro Democrático Social     | 1 241 | 18,79 / 100,00  |
|                         | Partido Socialista            | 434   | 6,57 / 100,00   |
|                         | Partido Renovador Democrático | 96    | 1,45 / 100,00   |
|                         | Partido Popular Monárquico    | 68    | 1,03 / 100,00   |
|                         | Outros (com menos de 1,00%)   | 174   | 2,64 / 100,00   |
| Votos Inválidos         | Votos Inválidos               | 182   | 2,76 / 100,00   |
| Total                   | Total                         | 6 605 | 100,00 / 100,00 |
| Eleitorado/Participação | Eleitorado/Participação       | 8 799 | 75,07 / 100,00  |

### Ansião
| Partido                 | Partido                        | Votos  | %               |
| ----------------------- | ------------------------------ | ------ | --------------- |
|                         | Partido Social Democrata       | 5 893  | 63,05 / 100,00  |
|                         | Partido Socialista             | 1 392  | 14,89 / 100,00  |
|                         | Centro Democrático Social      | 1 192  | 12,75 / 100,00  |
|                         | Partido Renovador Democrático  | 162    | 1,73 / 100,00   |
|                         | Partido Popular Monárquico     | 119    | 1,27 / 100,00   |
|                         | Coligação Democrática Unitária | 112    | 1,20 / 100,00   |
|                         | Outros (com menos de 1,00%)    | 226    | 2,42 / 100,00   |
| Votos Inválidos         | Votos Inválidos                | 251    | 2,69 / 100,00   |
| Total                   | Total                          | 9 347  | 100,00 / 100,00 |
| Eleitorado/Participação | Eleitorado/Participação        | 12 274 | 76,15 / 100,00  |

### Batalha
| Partido                 | Partido                        | Votos  | %               |
| ----------------------- | ------------------------------ | ------ | --------------- |
|                         | Partido Social Democrata       | 4 445  | 54,84 / 100,00  |
|                         | Centro Democrático Social      | 1 786  | 22,04 / 100,00  |
|                         | Partido Socialista             | 1 102  | 13,60 / 100,00  |
|                         | Partido Renovador Democrático  | 129    | 1,59 / 100,00   |
|                         | Partido Popular Monárquico     | 119    | 1,47 / 100,00   |
|                         | Coligação Democrática Unitária | 98     | 1,21 / 100,00   |
|                         | Partido da Democracia Cristã   | 85     | 1,05 / 100,00   |
|                         | Outros (com menos de 1,00%)    | 79     | 0,97 / 100,00   |
| Votos Inválidos         | Votos Inválidos                | 262    | 3,23 / 100,00   |
| Total                   | Total                          | 8 105  | 100,00 / 100,00 |
| Eleitorado/Participação | Eleitorado/Participação        | 10 440 | 77,63 / 100,00  |

### Bombarral
| Partido                 | Partido                        | Votos  | %               |
| ----------------------- | ------------------------------ | ------ | --------------- |
|                         | Partido Social Democrata       | 3 175  | 40,77 / 100,00  |
|                         | Centro Democrático Social      | 1 697  | 21,79 / 100,00  |
|                         | Partido Socialista             | 1 444  | 18,54 / 100,00  |
|                         | Coligação Democrática Unitária | 563    | 7,23 / 100,00   |
|                         | Partido Renovador Democrático  | 293    | 3,76 / 100,00   |
|                         | Partido Popular Monárquico     | 121    | 1,55 / 100,00   |
|                         | Outros (com menos de 1,00%)    | 225    | 2,90 / 100,00   |
| Votos Inválidos         | Votos Inválidos                | 270    | 3,47 / 100,00   |
| Total                   | Total                          | 7 788  | 100,00 / 100,00 |
| Eleitorado/Participação | Eleitorado/Participação        | 11 399 | 68,32 / 100,00  |

### Caldas da Rainha
| Partido                 | Partido                        | Votos  | %               |
| ----------------------- | ------------------------------ | ------ | --------------- |
|                         | Partido Social Democrata       | 11 193 | 46,26 / 100,00  |
|                         | Partido Socialista             | 4 602  | 19,02 / 100,00  |
|                         | Centro Democrático Social      | 4 144  | 17,13 / 100,00  |
|                         | Coligação Democrática Unitária | 1 319  | 5,45 / 100,00   |
|                         | Partido Renovador Democrático  | 1 014  | 4,19 / 100,00   |
|                         | Partido Popular Monárquico     | 597    | 2,47 / 100,00   |
|                         | Outros (com menos de 1,00%)    | 660    | 2,74 / 100,00   |
| Votos Inválidos         | Votos Inválidos                | 668    | 2,76 / 100,00   |
| Total                   | Total                          | 24 197 | 100,00 / 100,00 |
| Eleitorado/Participação | Eleitorado/Participação        | 34 387 | 70,37 / 100,00  |

### Castanheira de Pera
| Partido                 | Partido                          | Votos | %               |
| ----------------------- | -------------------------------- | ----- | --------------- |
|                         | Partido Socialista               | 1 324 | 44,59 / 100,00  |
|                         | Partido Social Democrata         | 936   | 31,53 / 100,00  |
|                         | Partido Renovador Democrático    | 192   | 6,47 / 100,00   |
|                         | Centro Democrático Social        | 176   | 5,93 / 100,00   |
|                         | Partido da Democracia Cristã     | 52    | 1,75 / 100,00   |
|                         | Coligação Democrática Unitária   | 48    | 1,62 / 100,00   |
|                         | Partido Popular Monárquico       | 36    | 1,21 / 100,00   |
|                         | Partido Comunista (Reconstruído) | 36    | 1,21 / 100,00   |
|                         | Outros (com menos de 1,00%)      | 62    | 2,09 / 100,00   |
| Votos Inválidos         | Votos Inválidos                  | 107   | 3,60 / 100,00   |
| Total                   | Total                            | 2 969 | 100,00 / 100,00 |
| Eleitorado/Participação | Eleitorado/Participação          | 3 959 | 74,99 / 100,00  |

### Figueiró dos Vinhos
| Partido                 | Partido                       | Votos | %               |
| ----------------------- | ----------------------------- | ----- | --------------- |
|                         | Partido Social Democrata      | 3 554 | 62,43 / 100,00  |
|                         | Partido Socialista            | 762   | 13,38 / 100,00  |
|                         | Centro Democrático Social     | 755   | 13,26 / 100,00  |
|                         | Partido Renovador Democrático | 102   | 1,79 / 100,00   |
|                         | Partido Popular Monárquico    | 82    | 1,44 / 100,00   |
|                         | Partido da Democracia Cristã  | 75    | 1,32 / 100,00   |
|                         | Outros (com menos de 1,00%)   | 138   | 2,42 / 100,00   |
| Votos Inválidos         | Votos Inválidos               | 225   | 3,95 / 100,00   |
| Total                   | Total                         | 5 693 | 100,00 / 100,00 |
| Eleitorado/Participação | Eleitorado/Participação       | 7 397 | 76,96 / 100,00  |

### Leiria
| Partido                 | Partido                        | Votos  | %               |
| ----------------------- | ------------------------------ | ------ | --------------- |
|                         | Partido Social Democrata       | 27 224 | 47,34 / 100,00  |
|                         | Centro Democrático Social      | 14 548 | 25,30 / 100,00  |
|                         | Partido Socialista             | 8 505  | 14,79 / 100,00  |
|                         | Coligação Democrática Unitária | 1 614  | 2,81 / 100,00   |
|                         | Partido Renovador Democrático  | 1 458  | 2,54 / 100,00   |
|                         | Partido Popular Monárquico     | 1 181  | 2,05 / 100,00   |
|                         | Outros (com menos de 1,00%)    | 1 355  | 2,34 / 100,00   |
| Votos Inválidos         | Votos Inválidos                | 1 620  | 2,82 / 100,00   |
| Total                   | Total                          | 57 505 | 100,00 / 100,00 |
| Eleitorado/Participação | Eleitorado/Participação        | 74 841 | 76,84 / 100,00  |

### Marinha Grande
| Partido                 | Partido                        | Votos  | %               |
| ----------------------- | ------------------------------ | ------ | --------------- |
|                         | Partido Social Democrata       | 4 393  | 25,39 / 100,00  |
|                         | Coligação Democrática Unitária | 4 235  | 24,48 / 100,00  |
|                         | Partido Socialista             | 4 211  | 24,34 / 100,00  |
|                         | Centro Democrático Social      | 1 414  | 8,17 / 100,00   |
|                         | Partido Renovador Democrático  | 1 258  | 7,27 / 100,00   |
|                         | Partido Popular Monárquico     | 377    | 2,18 / 100,00   |
|                         | União Democrática Popular      | 241    | 1,39 / 100,00   |
|                         | Outros (com menos de 1,00%)    | 590    | 3,41 / 100,00   |
| Votos Inválidos         | Votos Inválidos                | 582    | 3,36 / 100,00   |
| Total                   | Total                          | 17 301 | 100,00 / 100,00 |
| Eleitorado/Participação | Eleitorado/Participação        | 24 646 | 70,20 / 100,00  |

### Nazaré
| Partido                 | Partido                        | Votos  | %               |
| ----------------------- | ------------------------------ | ------ | --------------- |
|                         | Partido Socialista             | 2 987  | 36,42 / 100,00  |
|                         | Partido Social Democrata       | 2 718  | 33,14 / 100,00  |
|                         | Centro Democrático Social      | 851    | 10,38 / 100,00  |
|                         | Coligação Democrática Unitária | 620    | 7,56 / 100,00   |
|                         | Partido Renovador Democrático  | 274    | 3,34 / 100,00   |
|                         | União Democrática Popular      | 121    | 1,48 / 100,00   |
|                         | Partido Popular Monárquico     | 111    | 1,35 / 100,00   |
|                         | Partido da Democracia Cristã   | 85     | 1,04 / 100,00   |
|                         | Outros (com menos de 1,00%)    | 224    | 1,69 / 100,00   |
| Votos Inválidos         | Votos Inválidos                | 296    | 3,61 / 100,00   |
| Total                   | Total                          | 8 202  | 100,00 / 100,00 |
| Eleitorado/Participação | Eleitorado/Participação        | 12 069 | 67,96 / 100,00  |

### Óbidos
| Partido                 | Partido                        | Votos | %               |
| ----------------------- | ------------------------------ | ----- | --------------- |
|                         | Partido Social Democrata       | 2 286 | 41,08 / 100,00  |
|                         | Partido Socialista             | 1 466 | 26,34 / 100,00  |
|                         | Centro Democrático Social      | 797   | 14,32 / 100,00  |
|                         | Coligação Democrática Unitária | 280   | 5,03 / 100,00   |
|                         | Partido Renovador Democrático  | 236   | 4,24 / 100,00   |
|                         | Partido Popular Monárquico     | 75    | 1,35 / 100,00   |
|                         | Partido da Democracia Cristã   | 71    | 1,28 / 100,00   |
|                         | Outros (com menos de 1,00%)    | 149   | 2,68 / 100,00   |
| Votos Inválidos         | Votos Inválidos                | 205   | 3,68 / 100,00   |
| Total                   | Total                          | 5 565 | 100,00 / 100,00 |
| Eleitorado/Participação | Eleitorado/Participação        | 8 507 | 65,42 / 100,00  |

### Pedrógão Grande
| Partido                 | Partido                        | Votos | %               |
| ----------------------- | ------------------------------ | ----- | --------------- |
|                         | Partido Social Democrata       | 2 119 | 60,56 / 100,00  |
|                         | Centro Democrático Social      | 475   | 13,58 / 100,00  |
|                         | Partido Socialista             | 454   | 12,98 / 100,00  |
|                         | Partido Renovador Democrático  | 59    | 1,69 / 100,00   |
|                         | Partido da Democracia Cristã   | 45    | 1,29 / 100,00   |
|                         | Coligação Democrática Unitária | 42    | 1,20 / 100,00   |
|                         | Partido Popular Monárquico     | 35    | 1,00 / 100,00   |
|                         | Outros (com menos de 1,00%)    | 83    | 2,37 / 100,00   |
| Votos Inválidos         | Votos Inválidos                | 187   | 5,34 / 100,00   |
| Total                   | Total                          | 3 499 | 100,00 / 100,00 |
| Eleitorado/Participação | Eleitorado/Participação        | 4 710 | 74,29 / 100,00  |

### Peniche
| Partido                 | Partido                        | Votos  | %               |
| ----------------------- | ------------------------------ | ------ | --------------- |
|                         | Partido Social Democrata       | 4 958  | 37,59 / 100,00  |
|                         | Partido Socialista             | 3 343  | 25,34 / 100,00  |
|                         | Centro Democrático Social      | 1 575  | 11,94 / 100,00  |
|                         | Coligação Democrática Unitária | 1 555  | 11,79 / 100,00  |
|                         | Partido Renovador Democrático  | 584    | 4,43 / 100,00   |
|                         | Partido Popular Monárquico     | 194    | 1,47 / 100,00   |
|                         | Partido da Democracia Cristã   | 148    | 1,12 / 100,00   |
|                         | Outros (com menos de 1,00%)    | 271    | 2,06 / 100,00   |
| Votos Inválidos         | Votos Inválidos                | 441    | 3,34 / 100,00   |
| Total                   | Total                          | 13 191 | 100,00 / 100,00 |
| Eleitorado/Participação | Eleitorado/Participação        | 19 495 | 67,66 / 100,00  |

### Pombal
| Partido                 | Partido                        | Votos  | %               |
| ----------------------- | ------------------------------ | ------ | --------------- |
|                         | Partido Social Democrata       | 15 646 | 57,94 / 100,00  |
|                         | Centro Democrático Social      | 4 394  | 16,27 / 100,00  |
|                         | Partido Socialista             | 3 736  | 13,84 / 100,00  |
|                         | Partido Renovador Democrático  | 580    | 2,15 / 100,00   |
|                         | Coligação Democrática Unitária | 444    | 1,64 / 100,00   |
|                         | Partido Popular Monárquico     | 353    | 1,31 / 100,00   |
|                         | Partido da Democracia Cristã   | 309    | 1,14 / 100,00   |
|                         | Outros (com menos de 1,00%)    | 502    | 1,87 / 100,00   |
| Votos Inválidos         | Votos Inválidos                | 1 039  | 3,85 / 100,00   |
| Total                   | Total                          | 27 003 | 100,00 / 100,00 |
| Eleitorado/Participação | Eleitorado/Participação        | 41 657 | 64,82 / 100,00  |

### Porto de Mós
| Partido                 | Partido                        | Votos  | %               |
| ----------------------- | ------------------------------ | ------ | --------------- |
|                         | Partido Social Democrata       | 6 769  | 50,05 / 100,00  |
|                         | Centro Democrático Social      | 2 729  | 20,18 / 100,00  |
|                         | Partido Socialista             | 2 174  | 16,07 / 100,00  |
|                         | Coligação Democrática Unitária | 443    | 3,28 / 100,00   |
|                         | Partido Renovador Democrático  | 384    | 2,84 / 100,00   |
|                         | Partido Popular Monárquico     | 245    | 1,81 / 100,00   |
|                         | Partido da Democracia Cristã   | 142    | 1,05 / 100,00   |
|                         | Outros (com menos de 1,00%)    | 251    | 1,86 / 100,00   |
| Votos Inválidos         | Votos Inválidos                | 388    | 2,87 / 100,00   |
| Total                   | Total                          | 13 525 | 100,00 / 100,00 |
| Eleitorado/Participação | Eleitorado/Participação        | 18 037 | 74,98 / 100,00  |